# Pontpierre
Pontpierre – miejscowość i gmina we Francji, w regionie Grand Est, w departamencie Mozela.
Według danych na rok 1990 gminę zamieszkiwało 661 osób, a gęstość zaludnienia wynosiła 78 osób/km² (wśród 2335 gmin Lotaryngii Pontpierre plasuje się na 506. miejscu pod względem liczby ludności, natomiast pod względem powierzchni na miejscu 710.).